# Perisama henrica
Perisama henrica är en fjärilsart som beskrevs av Charles Oberthür 1916. Perisama henrica ingår i släktet Perisama och familjen praktfjärilar. Inga underarter finns listade i Catalogue of Life.